# 伊施嫩納法典
《伊施嫩納法典》，又稱《埃什南纳法令》，是古代的法典，刻在兩片楔形文字泥板上，在伊拉克巴格达的阿布哈尔迈勒丘出土，其成文時間早於前18世紀的《汉穆拉比法典》。
在1945年和1947年，伊拉克文物局由Taha Baqir兩度率領，出土了兩套泥板。這兩塊泥板是獨立並且分開的紀錄，各自紀錄了另一個可以追溯到前20世紀的更舊來源。漢謨拉比法典和伊施嫩納法典之間的差異，展示了古代及楔形文字法律的發展過程。埃什南纳位於吾珥之北，並在乌尔第三王朝结束后變得在政治上更為重要。